# Geena Davis

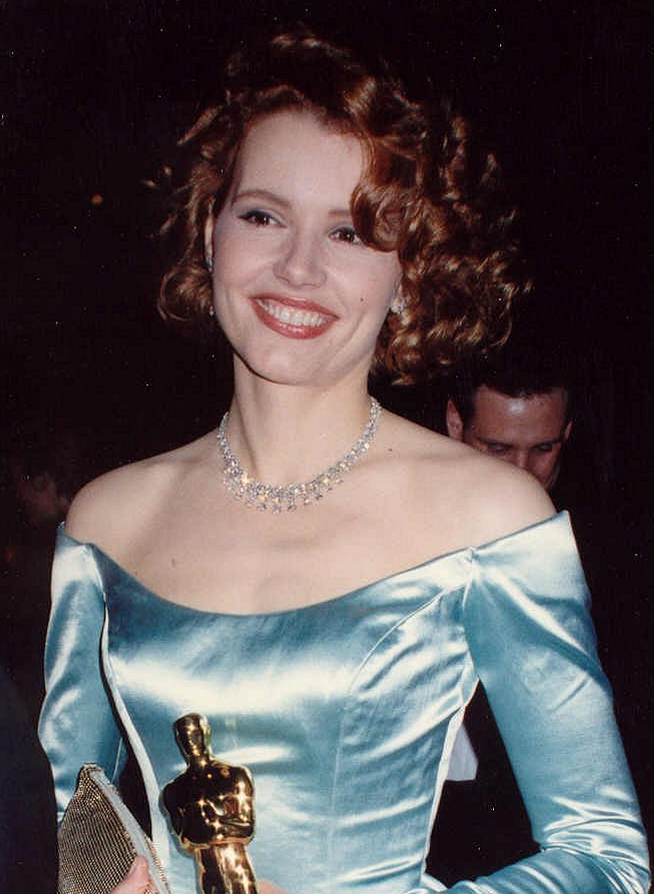
Geena Davis w 1989 roku

Virginia Elizabeth „Geena” Davis (ur. 21 stycznia 1956 w Wareham) – amerykańska aktorka, scenarzystka, producentka filmowa i telewizyjna, modelka. Zdobywczyni Oscara dla najlepszej aktorki drugoplanowej za rolę Muriel Pritchett w dramacie Przypadkowy turysta (The Accidental Tourist, 1988). Laureatka Złotego Globu 2006 dla najlepszej aktorki w serialu dramatycznym za rolę pierwszej kobiety prezydenta Stanów Zjednoczonych – Mackenzie Allen w serialu ABC Pani prezydent (Commander In Chief, 2005−2006).
W 2019, w uznaniu jej pracy na rzecz równości płci, Davis otrzymała nagrodę za działalność humanitarną im. Jeana Hersholta od Amerykańskiej Akademii Filmowej.

## Życiorys

### Wczesne lata
Urodziła się w Wareham w stanie Massachusetts. Jej matka, Lucille (z domu Cook; ur. 19 czerwca 1919, zm. 15 listopada 2001), była asystentką nauczyciela, a jej ojciec, William F. Davis (ur. 7 listopada 1913, zm. 2 kwietnia 2009), był inżynierem budownictwa i diakonem kościoła; jej rodzice pochodzili z małych miasteczek w Vermont. Ma starszego brata Danfortha „Dana”.
W młodym wieku zainteresowała się muzyką. Nauczyła się gry na pianinie i flecie, jako nastolatka grała na organach wystarczająco dobrze, aby służyć jako organistka w swoim kościele kongregacjonalistycznym w Wareham. W 1974 ukończyła Wareham High School i była studentką wymiany w Sandviken w Szwecji, biegle władając językiem szwedzkim. Uczęszczała do New England College, zanim w 1979 uzyskała tytuł Bachelor’s degree z dramatu na Uniwersytecie Bostońskim.

### Kariera
Po ukończeniu edukacji przeprowadziła się do Nowego Jorku, gdzie służyła jako manekin okienny dla Ann Taylor, dopóki nie podpisała umowy z nowojorską agencją modelek Zoli Agency i rozpoczęła karierę modelki Victoria’s Secret. Jej pierwszą rolą w filmie fabularnym była postać April Page w komedii Sydneya Pollacka Tootsie (1982) u boku Dustina Hoffmana. Następnie wystąpiła gościnnie jako Grace Fallon w jednym z odcinków serialu sensacyjnego NBC Nieustraszony (Knight Rider, 1983) – pt. „K.I.T.T. the Cat” z Davidem Hasselhoffem w roli głównej. W latach 1983–1984 grała asystentkę produkcji Wendy Killian w sitcomie NBC Buffalo Bill, gdzie napisała także scenariusz odcinka serii z udziałem Dabneyem Colemanem i Joanny Cassidy. Jako Karen Nicholson pojawiła się w trzech odcinkach sitcomu NBC Więzy rodzinne (Family Ties, 1984–1986). Za postać dziennikarki Veroniki „Ronnie” Quaife w horrorze Davida Cronenberga Mucha (1986) u boku Jeffa Goldbluma była nominowana do Nagrody Saturna w kategorii najlepsza aktorka drugoplanowa. Wystąpiła jako Barbara Maitland w czarnej komedii fantasy Tima Burtona Sok z żuka (1988) z Michaelem Keatonem i Alekiem Baldwinem. Dzięki kreacji Muriel Pritchett, pracowniczki szpitala dla zwierząt i trenerki psów w dramacie Lawrence’a Kasdana Przypadkowy turysta (The Accidental Tourist, 1988) z Williamem Hurtem i Kathleen Turner zdobyła Oscara dla najlepszej aktorki drugoplanowej.
Jej rola Thelmy Yvonne Dickinson w dramacie Ridleya Scotta Thelma i Louise (1991) z Susan Sarandon była nominowana do Oscara dla najlepszej aktorki pierwszoplanowej. Jako gracz baseballu w drużynie kobiet Dorothy „Dottie” Hinson w komediodramacie familijnym Penny Marshall Ich własna liga (A League of Their Own, 1992) z Tomem Hanksem i Madonną była nominowana do Złotego Globu dla najlepszej aktorki w filmie komediowym lub musicalu. Zagrała reporterkę telewizyjną Gale Gayley w komedii Przypadkowy bohater (Hero, 1992) z Dustinem Hoffmanem i Andym Garcią. W komediodramacie romantycznym Marthy Coolidge Angie (1994) wcieliła się w pracowniczkę biurową, która mieszka w dzielnicy Bensonhurst na Brooklynie i marzy o lepszym życiu. Film otrzymał mieszane recenzje od krytyków i był komercyjną porażką. Rola bezsennej pisarki Julii Mann komedii romantycznej Rona Underwooda Miłosne wybory (Speechless, 1994) z Michaelem Keatonem przyniosła jej nominację do Złotego Globu dla najlepszej aktorki w filmie komediowym lub musicalu. Wystąpiła jako Eleanor Little w dobrze przyjętej komedii rodzinnej Stuart Malutki (1999) oraz jej kontynuacjach – Stuart Malutki 2 (2002) i Stuart Malutki 3: Trochę natury (2005). W sitcomie ABC The Geena Davis Show (2000–2001) występowała jako Teddie Cochran.
Była na okładkach magazynów „Ekran” (w listopadzie 1989), „Harper’s Bazaar” (w maju 1991), „Time” (w czerwcu 1991), „People” (w czerwcu 1991), „Interview” (w marcu 1992), „Entertainment Weekly” (w lipcu 1992), „Vogue” (w sierpniu 1992 i maju 1994), „Vanity Fair” (we wrześniu 1992), „GQ” (w lutym 1994), „TV Guide” (w październiku 2005) i „The Hollywood Reporter” (w lipcu 2014).
W 1998 oraz 2003, na jubileuszowych ceremoniach rozdania Oscarów, pojawiła się na scenie w specjalnej, uroczystej prezentacji aktorów – wszystkich dotychczasowych laureatów Oscara. W 2022 opublikowała wspomnienia zatytułowane Dying of Politeness, wyd. polskie Umrzeć przez grzeczność (2024).

## Życie prywatne
Geena Davis ma 183 cm wzrostu, należy też do prestiżowego towarzystwa Mensa International (z wynikiem IQ 140).
W maju 1978 związała się z Richardem Emmolo, którego poślubiła 25 marca 1982 i rozwiodła się z nim 26 lutego 1983. W latach 1983–1985 była związana z Christopherem McDonaldem. W kwietniu 1985 poznała aktora Jeffa Goldbluma, za którego wyszła za mąż 1 listopada 1987, jednak 17 października 1990 doszło do rozwodu. W 1992 poznała reżysera Renny’ego Harlina; 18 września 1993 wzięli ślub, lecz 21 czerwca 1998 rozwiedli się. 1 września 2001 poślubiła Rezę Jarrahy’ego, z którym ma troje dzieci: córkę Alizeh Keshvar (ur. 10 kwietnia 2002) oraz bliźniaki – Kiana Williama i Kaiisa Stevena (ur. 6 maja 2004).

## Filmografia
Filmy fabularne
| Rok  | Tytuł                                                               | Rola                      | Uwagi                      |
| ---- | ------------------------------------------------------------------- | ------------------------- | -------------------------- |
| 2017 | Marjorie Prime                                                      | Tess                      |                            |
| 2017 | Dear Angelica                                                       | Angelica                  | głos; film krótkometrażowy |
| 2017 | Nie rozmawiaj z Irene (Don't Talk to Irene)                         | Geena Davis               |                            |
| 2015 | Dlaczego mi nie powiedziałeś? (Me Him Her)                          | pani Ehrlick              |                            |
| 2013 | Untitled Bounty Hunter Project                                      | Mackenzie Ryan            |                            |
| 2013 | Własnym głosem (In a World...)                                      | Katherine Huling          |                            |
| 2009 | Exit 19                                                             | Gloria Woods              |                            |
| 2009 | Wypadki chodzą po ludziach (Accidents Happen)                       | Gloria Conway             |                            |
| 2005 | Stuart Malutki 3: Trochę natury (Stuart Little 3: Call of the Wild) | pani Eleanor Little       | głos                       |
| 2002 | Stuart Malutki 2 (Stuart Little 2)                                  | pani Eleanor Little       | głos                       |
| 1999 | Stuart Malutki (Stuart Little)                                      | pani Eleanor Little       | głos                       |
| 1996 | Długi pocałunek na dobranoc (The Long Kiss Goodnight)               | Samantha Caine (Charly)   |                            |
| 1995 | Wyspa piratów (Cutthroat Island)                                    | Morgan Adams              |                            |
| 1994 | Angie                                                               | Angie Scacciapensieri     |                            |
| 1994 | Miłosne wybory (Speechless)                                         | Julia Mann                |                            |
| 1993 | Princess Scargo and the Birthday Pumpkin                            | narrator                  | głos                       |
| 1992 | Ich własna liga (A League of Their Own)                             | Dottie Hinson             |                            |
| 1992 | Przypadkowy bohater (Hero)                                          | Gale Gayley               |                            |
| 1991 | Thelma i Louise (Thelma & Louise)                                   | Thelma Dickinson          |                            |
| 1990 | Łatwy szmal (Quick Change)                                          | Phyllis Potter            |                            |
| 1988 | Sok z żuka (Beetlejuice)                                            | Barbara Maitland          |                            |
| 1988 | Przypadkowy turysta (The Accidental Tourist)                        | Muriel Pritchett          |                            |
| 1988 | Ziemskie dziewczyny są łatwe (Earth Girls Are Easy)                 | Valerie                   |                            |
| 1986 | Mucha (The Fly)                                                     | Veronica Ronnie Quaife    |                            |
| 1986 | Bryan Ferry: Help Me                                                | Veronica Quaife           | film krótkometrażowy       |
| 1985 | Fletch                                                              | Larry                     |                            |
| 1985 | Secret Weapons                                                      | Tamara Reshevsky / Brenda |                            |
| 1985 | Transylvania 6-5000                                                 | Odette                    |                            |
| 1982 | Tootsie                                                             | April Page                |                            |

Seriale telewizyjne
| Rok       | Tytuł                                                          | Rola                      | Uwagi                                      |
| --------- | -------------------------------------------------------------- | ------------------------- | ------------------------------------------ |
| 2019      | Glow                                                           | Sandy Devereaux St. Clair | sez. 3, odc. 1, 3, 5, 8–10                 |
| 2019      | She-Ra i księżniczki mocy (She-Ra and the Princesses of Power) | Huntara                   | głos; sez. 3, odc. 3-2; sez. 4, odc. 2     |
| 2014      | Klinika dla Pluszaków (Princess Persephone)                    | księżniczka Persefona     | głos; sez. 2, odc. 21                      |
| 2015      | Annedroids                                                     | student                   |                                            |
| 2016      | Egzorcysta (The Exorcist)                                      | Angela Rance              | sez. 1                                     |
| 2014–2018 | Chirurdzy (Grey’s Anatomy)                                     | dr Nicole Herman          | sez. 14, odc. 23; sez. 11, odc. 1, 3, 5–14 |
| 2012      | Śpiączka (Coma)                                                | dr Agnetta Lindquist      | sez. 1, odc. 1–2                           |
| 2005–2006 | Pani prezydent (Commander in Chief)                            | prezydent Mackenzie Allen | sez. 1                                     |
| 2004      | Will i Grace (Will & Grace)                                    | Janet Adler               | sez. 6, odc. 11                            |
| 2000–2001 | The Geena Davis Show                                           | Teddie Cochran            | sez. 1                                     |
| 1989      | Trying Times                                                   | Daphne                    | sez. 2, odc. 2                             |
| 1985      | George Burns Comedy Week                                       |                           | sez. 1, odc. 8                             |
| 1985      | Sara                                                           | Sara McKenna              | sez. 1                                     |
| 1985      | Detektyw Remington Steele (Remington Steele)                   | Sandy Dalrymple           | sez. 3, odc. 20                            |
| 1984      | Więzy rodzinne (Family Ties)                                   | Karen Nicholson           | sez. 3, odc. 12–13                         |
| 1984      | Riptide                                                        | dr Melba Bozinsky         | sez. 1, odc. 12                            |
| 1984      | Fantasy Island                                                 | Whitney Clark             | sez. 7, odc. 20                            |
| 1983–1984 | Buffalo Bill                                                   | Wendy Killian             | sez. 1, odc. 1–12, sez. 2, odc. 1–14       |
| 1983      | Nieustraszony (Knight Rider)                                   | Grace Fallon              |                                            |

Producent
- 1996: Fałszywy trop (Mistrial, producent wykonawczy)
- 1996: Długi pocałunek na dobranoc (Thee Long Kiss Goodnight)
- 1994: Miłosne wybory (Speechless)

Scenarzysta
- 1984: Buffalo Bill

## Nagrody
- Nagroda Akademii Filmowej Najlepsza aktorka drugoplanowa: 1989 Przypadkowy turysta
- Złoty Glob Najlepsza aktorka w serialu dramatycznym: 2006 Pani prezydent